# 谢尔盖·瓦西里耶维奇·格拉西莫夫
谢尔盖·瓦西里耶维奇·格拉西莫夫（俄语：Серге́й Васи́льевич Гера́симов，1885年9月14日（26日）—1964年4月20日）是苏联画家、艺术家、教授。

## 生平
1885年，出生于莫扎伊斯克的制革工匠家庭。
1907年，进入莫斯科绘画雕塑和建筑学院学习。
1914年，被征召入伍。
1917年，回到莫斯科继续艺术创作。
1931年，荣获教授头衔。
1958年，参加布鲁塞尔国际展览会，获得金牌。
1964年，去世。